# レッド・エンタテインメント・デリヴァー
株式会社レッド・エンタテインメント・デリヴァー（RED ENTERTAINMENT DELIVER CORPORATION.、通称：RED）は、日本の芸能事務所である。

## 概要
新堀和男が創業した芸能プロダクションレッドアクションクラブを法人化し、新たに俳優部門、養成部門、制作部門などを加えた組織である。
趣旨として演技とアクションの両立を目指し、格闘技のリアリティーと迫力を追求しようとしている。
過去にスーパー戦隊シリーズに出演した和田圭市、宍戸マサル、正岡邦夫、岸祐二がアクションを学びにここの道場にやってくるとのこと。また、スーパー戦隊シリーズ・仮面ライダーシリーズではジャパンアクションエンタープライズと共演することが多い。
アメリカ合衆国のアクションユニットのサムライ・アクションと提携を結んでいる。

## 沿革
- 1982年 - 新堀和男がレッドアクションクラブを創設。
- 2006年9月 - レッド・エンタテインメント・デリヴァー設立。

## 役員
- 代表取締役社長：新堀和男
- 取締役：平山亨

## 所属タレント

### アクション監督・殺陣師
- 新堀和男
- 上田弘司
- 福沢博文（兼 スタントマン）

### 俳優部門
- 矢部敬三
- 大穂恭平
- 菊地雄人
- 関谷健利
- 松本直也
- 草野伸介
- 森博嗣
- 上平田結花
- 齊藤謙也
- よしだひかる
- 渡辺勝彦（提携メンバー）
- 田中美唯（提携メンバー）

## かつての在籍者
- 益田康弘
- 岩上弘数
- 翁長卓
- 前田浩（元・ジャパンアクションクラブ）
- 門脇亨
- 村田裕美子
- 梶本明志
- 蔭山裕美
- 北出洋介
- 斉藤由奨
- 橋本正樹
- 村上貴子
- 伊藤慎
- 三住敦洋
- 岡部暁
- 薄田宙哉
- 半間拓
- 新美隆志
- 大竹浩二
- 中村美穂
- 佐々木駿一
- 柳川典久
- 菊地寿幸
- 丸山愛美
- 遠藤みゆき
- 金田憲明
- 福智幸太
- 八木清治
- 大曽根敬大
- 金子起也
- 浜崎雄大
- 岡和輝
- 中村博亮
- 西辻正樹
- 前川孟論
- 藍田将太
- 佐藤文平
- 関川正隆
- 小森拓真